# Red de Comunicadores Interculturales Bilingües del Ecuador
Red de Comunicadores Interculturales Bilingües del Ecuador, REDCI, es una organización de comunicadores constituido por miembros de las nacionalidades y pueblos indígenas del Ecuador, para hacer uso del derecho a la libre expresión. Sus productos comunicacionales parten desde sus culturas. Desde que este colectivo nace en el año 2009 y es reconocido jurídicamente por el Consejo de Desarrollo de Pueblos del Ecuador, CODENPE, el 9 de noviembre de 2010, mediante Acuerdo N° 2113-CODENPE. Acompañan las iniciativas de lucha dignas de las comunidades orientadas a ejercer sus derechos plenos en el Estado Plurinacional del Ecuador, con el afán de aportar a la perennización de sus lenguas y culturas. REDCI no es miembro de ningún partido político y sus actividades se financian mediante autogestión.

## Coexistencia de nacionalidades indígenas en Ecuador
En el Ecuador coexisten 14 nacionalidades indígenas quienes hablan sus lenguas ancestrales, que luego de una permanente lucha lograron que en la Constitución Política del Estado aprobado en 2008, sea declarado Estado Plurinacional e Intercultural. El Estado Ecuatoriano, continúa renuente a permitir que los pueblos originarios ejerzan en la práctica sus derechos como lo ampara la misma constitución política vigente, así como las normas internacionales como el Convenio 169 de la OIT. Se ha implementado espacios aún incipientes como educación intercultural bilingüe donde no hay participación de sus actores, áreas como el de salud intercultural que aún queda en tan sola la intención por no contar con apoyo requerido y el CODENPE (Consejo de Desarrollo de Pueblos del Ecuador), que es reducido a un organismo de cuarto orden dentro de la estructura del Estado.

## Organizaciones indígenas principales en Ecuador
Tres son las principales organizaciones que se han destacado a nivel nacional. La FEINE, de tendencia religiosa evangélica que conciben a sus bases como microempresas, con su brazo político Amawta Yuyay; la FENOCIN, vinculada al Partido Socialista y desde su origen no se ha desligado del carácter "campesino" de sus bases. Finalmente está la Confederación de Nacionalidades Indígenas del Ecuador, CONAIE, que aglutina a las nacionalidades ubicadas en las tres regiones del país: Región litoral o Costa (epera, chachi, tsa'chila y los quichua del litoral que producto de la constante migración están radicados en dichos espacios); Región interandina o Sierra (con sus pueblos pastos, natabuela, karanki, otavalo, kayampi, kitu, panzaleo, chibuleo, tomabela, kisapincha, salasaca, waranka, nación puruhá, cañari, saraguro); y, Región amazónica o Amazonía (wao, zápara, siona, secoya, cofán, shuar, shiwiar, achuar, andoa y quichua amazónico).

## Sobre espacios para el ejercicio de los derechos a la comunicación
Los espacios para el ejercicio de los derechos a la comunicación para los pueblos indígenas, siguen siendo aún incipientes. Hay un noticiario de televisión en quechua o quichua, cuyos contenidos responden a la política del canal y no de las nacionalidades; el Canal del Televisión Estatal y la Radio Pública del Ecuador no refleja la existencia de la diversidad cultural. Si bien a nivel político y organizativo el movimiento indígena incluso ha logrado deponer gobiernos en tres ocasiones, sin embargo en el ámbito de la comunicación no registra iniciativa alguna sino propuestas individuales o retos que tiene su origen o organizaciones aún locales.
Este es el contexto en que la Red de Comunicadores Interculturales Bilingües del Ecuador, REDCI, incursiona con su aporte basado en el uso de nuevas tecnologías de la información y la comunicación, TICs, que figura entre sus políticas institucionales el apoyar el proyecto político de las nacionalidades y pueblos indígenas del Ecuador, que permita su fortalecimiento y participación de en el Estado Plurinacional; generar procesos de información y comunicación para que las nacionalidades y pueblos ejerzan como derecho humano, a partir de su identidad cultural; posibilitar iniciativas locales, regionales, nacionales e internacionales de integración y resistencia de los pueblos indígenas para no ser invisibilizados por prácticas de globalización y neoliberalismo.
REDCI, recopila, produce y comparte contenidos relacionados con los pueblos y nacionalidades. Contribuye voluntariamente al intercambio de información, ideas, opiniones y debate político y cultural en Ecuador y América desde una visión plurinacional, basado en el respeto a la Pachamama (Madre Tierra) y al Sumak kawsay.